# Angry Birds Trilogy
Angry Birds Trilogy (Trilogia Angry Birds) este un joc video co-dezvoltat de Rovio Entertainment, Exient Entertainment, Housemarque, și Fun Labs și publicată de Activision.
Jocul conține primele trei jocuri din seria populară de jocuri pentru telefoanele mobile (Angry Birds, Angry Birds Seasons și Angry Birds Rio) și a fost lansat pentru Xbox 360, PlayStation 3 și pentru Nintendo 3DS pe 25 septembrie 2012 în America de Nord și pe 28 septembrie în Europa.